# Гней Доміцій Агенобарб (претор 54 року до н. е.)
Гней Доміцій Агенобарб (*Gnaeus Domitius Ahenobarbus, бл. 94 до н. е. — після 54 до н. е.) — політичний діяч часів Римської республіки.

## Життєпис
Походив з роду нобілів Доміціїв. Син Луція Доміція Агенобарба, консула 94 року до н. е., й Порції Катони. Народився близько 94 рокудо н. е. У 56 році до н. е. як голова (iudex) керував судовою комісією у справах про насильство, зокрема розглядав справу Марка Целія Руфа, якого захищав Марк Туллій Цицерон.
У 54 році до н.е. стає міським претором. Подальша доля невідома.